# Natalja Zabijako
Natalja Aleksandrowna Zabijako, ros. Наталья Александровна Забияко (ur. 15 sierpnia 1994 w Tallinnie) – rosyjska łyżwiarka figurowa pochodzenia estońskiego, startująca w parach sportowych z Aleksandrem Enbiertem. Wicemistrzyni olimpijska z Pjongczangu (2018, drużynowo), brązowa medalistka mistrzostw świata (2019), brązowa medalistka mistrzostw Europy (2018), dwukrotna mistrzyni Estonii (2010, 2011) oraz medalistka mistrzostw Rosji.

## Osiągnięcia

### Z Aleksandrem Enbiertem (Rosja)

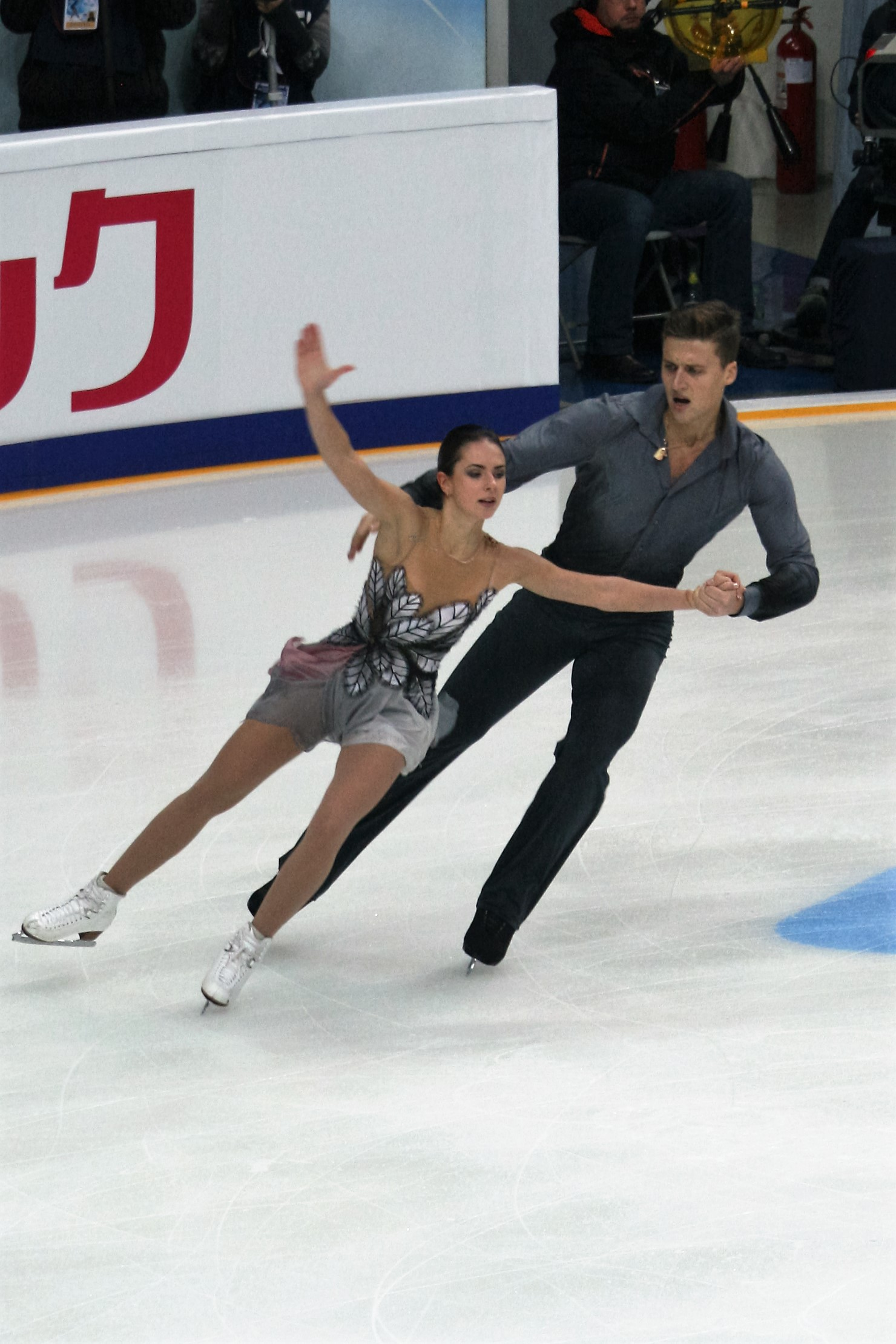
Zabijako i Enbiert na zawodach Rostelecom Cup 2016

| Zawody                        | 15–16          | 16–17          | 17–18          | 18–19          | 19–20          |                |                |                |                |                |                |                |                |                |                |                |                |
| Międzynarodowe                | Międzynarodowe | Międzynarodowe | Międzynarodowe | Międzynarodowe | Międzynarodowe | Międzynarodowe | Międzynarodowe | Międzynarodowe | Międzynarodowe | Międzynarodowe | Międzynarodowe | Międzynarodowe | Międzynarodowe | Międzynarodowe | Międzynarodowe | Międzynarodowe | Międzynarodowe |
| ----------------------------- | -------------- | -------------- | -------------- | -------------- | -------------- | -------------- | -------------- | -------------- | -------------- | -------------- | -------------- | -------------- | -------------- | -------------- | -------------- | -------------- | -------------- |
| Igrzyska olimpijskie          |                |                | 7              |                |                |                |                |                |                |                |                |                |                |                |                |                |                |
| Mistrzostwa świata            |                | 12             | 4              | 3              |                |                |                |                |                |                |                |                |                |                |                |                |                |
| Mistrzostwa Europy            |                | 5              | 3              |                |                |                |                |                |                |                |                |                |                |                |                |                |                |
| GP Finał Grand Prix           |                | 4              |                | 4              |                |                |                |                |                |                |                |                |                |                |                |                |                |
| GP NHK Trophy                 |                |                |                | 1              |                |                |                |                |                |                |                |                |                |                |                |                |                |
| GP Rostelecom Cup             | 5              | 2              |                |                |                |                |                |                |                |                |                |                |                |                |                |                |                |
| GP Skate America              |                |                | 4              |                |                |                |                |                |                |                |                |                |                |                |                |                |                |
| GP Skate Canada International |                |                | 4              |                |                |                |                |                |                |                |                |                |                |                |                |                |                |
| GP Trophée de France          |                | 4              |                |                |                |                |                |                |                |                |                |                |                |                |                |                |                |
| GP Grand Prix Helsinki        |                |                |                | 1              |                |                |                |                |                |                |                |                |                |                |                |                |                |
| CS Golden Spin Zagrzeb        | 4              |                | 1              |                |                |                |                |                |                |                |                |                |                |                |                |                |                |
| CS Lombardia Trophy           |                |                | 1              | 1              |                |                |                |                |                |                |                |                |                |                |                |                |                |
| CS Memoriał Ondreja Nepeli    |                | 3              | 1              |                |                |                |                |                |                |                |                |                |                |                |                |                |                |
| CS Mordovian Ornament         | 2              |                |                |                |                |                |                |                |                |                |                |                |                |                |                |                |                |
| Krajowe                       |                |                |                |                |                |                |                |                |                |                |                |                |                |                |                |                |                |
| Mistrzostwa Rosji             | 5              | 3              | 3              | 2              | WD             |                |                |                |                |                |                |                |                |                |                |                |                |
| Zawody drużynowe              |                |                |                |                |                |                |                |                |                |                |                |                |                |                |                |                |                |
| Igrzyska olimpijskie          |                |                | 2              |                |                |                |                |                |                |                |                |                |                |                |                |                |                |
| World Team Trophy             |                |                |                | 3 T 2 P        |                |                |                |                |                |                |                |                |                |                |                |                |                |

### Z Jurijem Łarionowem (Rosja)
| Mistrzostwa Rosji | 7 |

### Z Aleksandrem Zabojewem (Estonia)
| Mistrzostwa świata  | 19 |
| Mistrzostwa Europy  | 10 |
| Golden Spin Zagrzeb | 2  |
| Nebelhorn Trophy    | 9  |

### Z Serhijem Kulbachem (Estonia)

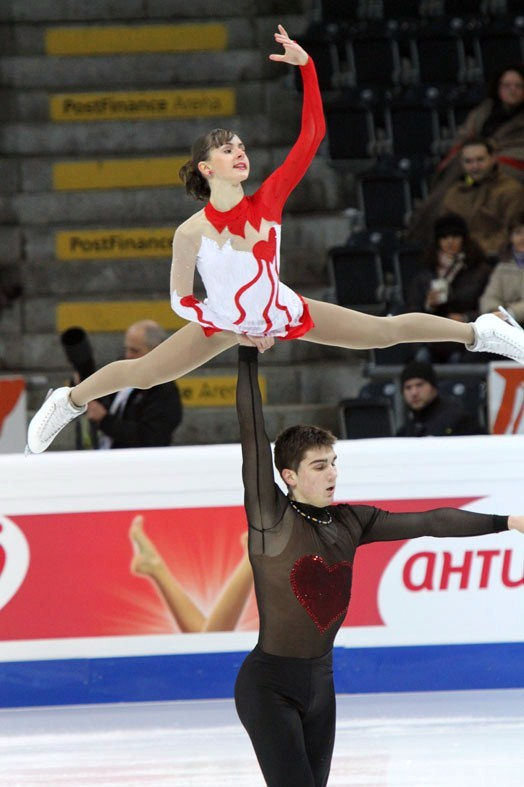
Zabijako i Kulbach na mistrzostwach Europy 2011

| Zawody                                | 10–11          | 11–12          |                |                |                |                |                |                |                |                |                |                |                |                |                |                |                |
| Międzynarodowe                        | Międzynarodowe | Międzynarodowe | Międzynarodowe | Międzynarodowe | Międzynarodowe | Międzynarodowe | Międzynarodowe | Międzynarodowe | Międzynarodowe | Międzynarodowe | Międzynarodowe | Międzynarodowe | Międzynarodowe | Międzynarodowe | Międzynarodowe | Międzynarodowe | Międzynarodowe |
| ------------------------------------- | -------------- | -------------- | -------------- | -------------- | -------------- | -------------- | -------------- | -------------- | -------------- | -------------- | -------------- | -------------- | -------------- | -------------- | -------------- | -------------- | -------------- |
| Mistrzostwa świata                    | 16             |                |                |                |                |                |                |                |                |                |                |                |                |                |                |                |                |
| Mistrzostwa Europy                    | 13             |                |                |                |                |                |                |                |                |                |                |                |                |                |                |                |                |
| NRW Trophy                            | 5              | 3              |                |                |                |                |                |                |                |                |                |                |                |                |                |                |                |
| Międzynarodowe: Kategorie młodzieżowe |                |                |                |                |                |                |                |                |                |                |                |                |                |                |                |                |                |
| JGP w Estonii                         |                | 4              |                |                |                |                |                |                |                |                |                |                |                |                |                |                |                |
| Krajowe                               |                |                |                |                |                |                |                |                |                |                |                |                |                |                |                |                |                |
| Mistrzostwa Estonii                   | 1              |                |                |                |                |                |                |                |                |                |                |                |                |                |                |                |                |

### Z Siergiejem Muhhinem (Estonia)
| Zawody                                | 09–10                                 |                                       |                                       |                                       |                                       |                                       |                                       |                                       |                                       |                                       |                                       |                                       |                                       |                                       |                                       |                                       |                                       |                                       |
| Międzynarodowe: Kategorie młodzieżowe | Międzynarodowe: Kategorie młodzieżowe | Międzynarodowe: Kategorie młodzieżowe | Międzynarodowe: Kategorie młodzieżowe | Międzynarodowe: Kategorie młodzieżowe | Międzynarodowe: Kategorie młodzieżowe | Międzynarodowe: Kategorie młodzieżowe | Międzynarodowe: Kategorie młodzieżowe | Międzynarodowe: Kategorie młodzieżowe | Międzynarodowe: Kategorie młodzieżowe | Międzynarodowe: Kategorie młodzieżowe | Międzynarodowe: Kategorie młodzieżowe | Międzynarodowe: Kategorie młodzieżowe | Międzynarodowe: Kategorie młodzieżowe | Międzynarodowe: Kategorie młodzieżowe | Międzynarodowe: Kategorie młodzieżowe | Międzynarodowe: Kategorie młodzieżowe | Międzynarodowe: Kategorie młodzieżowe | Międzynarodowe: Kategorie młodzieżowe |
| ------------------------------------- | ------------------------------------- | ------------------------------------- | ------------------------------------- | ------------------------------------- | ------------------------------------- | ------------------------------------- | ------------------------------------- | ------------------------------------- | ------------------------------------- | ------------------------------------- | ------------------------------------- | ------------------------------------- | ------------------------------------- | ------------------------------------- | ------------------------------------- | ------------------------------------- | ------------------------------------- | ------------------------------------- |
| Mistrzostwa świata juniorów           | 16                                    |                                       |                                       |                                       |                                       |                                       |                                       |                                       |                                       |                                       |                                       |                                       |                                       |                                       |                                       |                                       |                                       |                                       |
| JGP na Białorusi                      | 13                                    |                                       |                                       |                                       |                                       |                                       |                                       |                                       |                                       |                                       |                                       |                                       |                                       |                                       |                                       |                                       |                                       |                                       |
| Krajowe                               |                                       |                                       |                                       |                                       |                                       |                                       |                                       |                                       |                                       |                                       |                                       |                                       |                                       |                                       |                                       |                                       |                                       |                                       |
| Mistrzostwa Estonii                   | 1                                     |                                       |                                       |                                       |                                       |                                       |                                       |                                       |                                       |                                       |                                       |                                       |                                       |                                       |                                       |                                       |                                       |                                       |